# Tom Coleman
Tom Coleman właściwie Earl Thomas Coleman (ur. 29 maja 1943 w Kansas City) – amerykański polityk, członek Partii Republikańskiej.

## Działalność polityczna
Od 1973 zasiadał w stanowej Izbie Reprezentantów Missouri, a następnie od 2 listopada 1976 do 3 stycznia 1993 przez osiem kadencji i 62 dni był przedstawicielem 6. okręgu wyborczego w stanie Missouri w Izbie Reprezentantów Stanów Zjednoczonych.